# بحر الطويل
بَحرُ الطَّوِيلِ هو من البحور المركبة التي تتكون من تفعيلتين مختلفتين تتكرر أربع مرات في كل شطر، وعدد حروفه يبلغ ثمانية وأربعين حرفا في حالة التصريع بالزيادة، أي في إذا كانت العروض والضرب من الوزن والقافية نفسها، وليس مثله بحر آخر.
سُمِّي َهذا البحر بهذا الاسم؛ لأنه طال بتمام أجزائه؛ فهو لا يستعمل مجزوءًا ولا مشطورا ولا منهوكا، وقيل: لأن عدد حروفه يبلغ ثمانية وأربعين حرفا في حالة التصريع، أي في حال كون العروض والضرب من الوزن والقافية نفسها، وليس بين البحور الأخرى واحد على هذا النمط.

## أعاريض البحر الطَّوِيْل وأضربه
للبحر الطَّوِيْل عروض واحدة وثلاثة أضرب:

### عَرُوْضه تامة مَقْبُوضَة
[قبضها واجب، وهو زحاف جارٍ مجرى العلة] ولها ثلاثة أضرب:
| أَمَاوِيَّ إِنَّ المَالَ غَادٍ وَرَائِحٌ * * * وَيَبْقَى مِنَ المَالِ الأحَادِيْثُ وَالذّكْرُ | أَمَاوِيَّ إِنَّ المَالَ غَادٍ وَرَائِحٌ * * * وَيَبْقَى مِنَ المَالِ الأحَادِيْثُ وَالذّكْرُ | أَمَاوِيَّ إِنَّ المَالَ غَادٍ وَرَائِحٌ * * * وَيَبْقَى مِنَ المَالِ الأحَادِيْثُ وَالذّكْرُ | أَمَاوِيَّ إِنَّ المَالَ غَادٍ وَرَائِحٌ * * * وَيَبْقَى مِنَ المَالِ الأحَادِيْثُ وَالذّكْرُ | أَمَاوِيَّ إِنَّ المَالَ غَادٍ وَرَائِحٌ * * * وَيَبْقَى مِنَ المَالِ الأحَادِيْثُ وَالذّكْرُ | أَمَاوِيَّ إِنَّ المَالَ غَادٍ وَرَائِحٌ * * * وَيَبْقَى مِنَ المَالِ الأحَادِيْثُ وَالذّكْرُ | أَمَاوِيَّ إِنَّ المَالَ غَادٍ وَرَائِحٌ * * * وَيَبْقَى مِنَ المَالِ الأحَادِيْثُ وَالذّكْرُ | أَمَاوِيَّ إِنَّ المَالَ غَادٍ وَرَائِحٌ * * * وَيَبْقَى مِنَ المَالِ الأحَادِيْثُ وَالذّكْرُ | أَمَاوِيَّ إِنَّ المَالَ غَادٍ وَرَائِحٌ * * * وَيَبْقَى مِنَ المَالِ الأحَادِيْثُ وَالذّكْرُ |
| أَمَاوِيَّ إِنَّ المَالَ غَادٍ وَرَائِحٌ                                      | أَمَاوِيَّ إِنَّ المَالَ غَادٍ وَرَائِحٌ                                      | أَمَاوِيَّ إِنَّ المَالَ غَادٍ وَرَائِحٌ                                      | أَمَاوِيَّ إِنَّ المَالَ غَادٍ وَرَائِحٌ                                      |                                                               | وَيَبْقَى مِنَ المَالِ الأحَادِيْثُ وَالذّكْرُ                                | وَيَبْقَى مِنَ المَالِ الأحَادِيْثُ وَالذّكْرُ                                | وَيَبْقَى مِنَ المَالِ الأحَادِيْثُ وَالذّكْرُ                                | وَيَبْقَى مِنَ المَالِ الأحَادِيْثُ وَالذّكْرُ                                |
| ------------------------------------------------------------- | ------------------------------------------------------------- | ------------------------------------------------------------- | ------------------------------------------------------------- | ------------------------------------------------------------- | ------------------------------------------------------------- | ------------------------------------------------------------- | ------------------------------------------------------------- | ------------------------------------------------------------- |
| أَمَاوِيْ                                                         | يَ إِنْنَ لْمَا                                                     | لَ غَادِنْ                                                        | وَرَائِحُنْ                                                        |                                                               | وَيَبْقَى                                                         | مِنَ لْمَالِ لـْ                                                    | أَحَادِيـْ                                                        | ـثُ وَذْذِكْرُوْ                                                     |
| // 0 /0                                                       | //0/0/0                                                       | //0/0                                                         | //0//0                                                        |                                                               | //0/0                                                         | //0/0/0                                                       | //0/0                                                         | //0/0/0                                                       |
| فَعُوْلُنْ                                                         | مَفَاعِيْلُنْ                                                       | فَعُوْلُنْ                                                         | مَفَاعِلُنْ                                                        |                                                               | فَعُوْلُنْ                                                         | مَفَاعِيْلُنْ                                                       | فَعُوْلُنْ                                                         | مَفَاعِيْلُنْ                                                       |
| سَالِمَة                                                         | سَالِمَة                                                         | سَالِمَة                                                         | مَقْبُوضَة                                                        |                                                               | سَالِمَة                                                         | سَالِمَة                                                         | سَالِمَة                                                         | صحيح                                                          |

| إِذَا بَلَغَ الرّاْيُ المَشُورَةَ فَاستَعِنْ * * * بِرَأْيِ نَصِيْحٍ أَوْ نَصِيْحَةِ حازِمِ | إِذَا بَلَغَ الرّاْيُ المَشُورَةَ فَاستَعِنْ * * * بِرَأْيِ نَصِيْحٍ أَوْ نَصِيْحَةِ حازِمِ | إِذَا بَلَغَ الرّاْيُ المَشُورَةَ فَاستَعِنْ * * * بِرَأْيِ نَصِيْحٍ أَوْ نَصِيْحَةِ حازِمِ | إِذَا بَلَغَ الرّاْيُ المَشُورَةَ فَاستَعِنْ * * * بِرَأْيِ نَصِيْحٍ أَوْ نَصِيْحَةِ حازِمِ | إِذَا بَلَغَ الرّاْيُ المَشُورَةَ فَاستَعِنْ * * * بِرَأْيِ نَصِيْحٍ أَوْ نَصِيْحَةِ حازِمِ | إِذَا بَلَغَ الرّاْيُ المَشُورَةَ فَاستَعِنْ * * * بِرَأْيِ نَصِيْحٍ أَوْ نَصِيْحَةِ حازِمِ | إِذَا بَلَغَ الرّاْيُ المَشُورَةَ فَاستَعِنْ * * * بِرَأْيِ نَصِيْحٍ أَوْ نَصِيْحَةِ حازِمِ | إِذَا بَلَغَ الرّاْيُ المَشُورَةَ فَاستَعِنْ * * * بِرَأْيِ نَصِيْحٍ أَوْ نَصِيْحَةِ حازِمِ | إِذَا بَلَغَ الرّاْيُ المَشُورَةَ فَاستَعِنْ * * * بِرَأْيِ نَصِيْحٍ أَوْ نَصِيْحَةِ حازِمِ |
| إِذَا بَلَغَ الرّاْيُ المَشُورَةَ فَاستَعِنْ                               | إِذَا بَلَغَ الرّاْيُ المَشُورَةَ فَاستَعِنْ                               | إِذَا بَلَغَ الرّاْيُ المَشُورَةَ فَاستَعِنْ                               | إِذَا بَلَغَ الرّاْيُ المَشُورَةَ فَاستَعِنْ                               |                                                            | بِرَأْيِ نَصِيْحٍ أَوْ نَصِيْحَةِ حازِمِ                                    | بِرَأْيِ نَصِيْحٍ أَوْ نَصِيْحَةِ حازِمِ                                    | بِرَأْيِ نَصِيْحٍ أَوْ نَصِيْحَةِ حازِمِ                                    | بِرَأْيِ نَصِيْحٍ أَوْ نَصِيْحَةِ حازِمِ                                    |
| ---------------------------------------------------------- | ---------------------------------------------------------- | ---------------------------------------------------------- | ---------------------------------------------------------- | ---------------------------------------------------------- | ---------------------------------------------------------- | ---------------------------------------------------------- | ---------------------------------------------------------- | ---------------------------------------------------------- |
| إِذَا بَ                                                      | لَغَ رْرَأْيُ لـْ                                                 | مَشُورَ                                                       | ةَ فَسْتَعِنْ                                                    |                                                            | بِرَأْيِ                                                       | نَصِيْحِنْ أَوْ                                                   | نَصِيــحـَ                                                    | ـةِ حازِمِيْ                                                   |
| //0/                                                       | //0/0/0                                                    | //0/                                                       | //0//0                                                     |                                                            | //0/                                                       | //0/0/0                                                    | //0/                                                       | //0//0                                                     |
| فَعُولُ                                                       | مَفَاعِيْلُنْ                                                    | فَعُولُ                                                       | مَفَاعِلُنْ                                                     |                                                            | فَعُولُ                                                       | مَفَاعِيْلُنْ                                                    | فَعُولُ                                                       | مَفَاعِلُنْ                                                     |
| مَقْبُوضَة                                                     | سَالِمَة                                                      | مَقْبُوضَة                                                     | مَقْبُوضَة                                                     |                                                            | مَقْبُوضَة                                                     | سَالِمَة                                                      | مَقْبُوضَة                                                     | مقبوض                                                      |

ج- محذوف معتمد (ويستحسن قبض [فَعُوْلُنْ] الواقعة قبل هذا الضرب)، مثل:
| أَسِرْبَ القَطا هَلْ مَنْ يُعِيْرُ جَناحَهُ * * * لَعَلِّي إِلَى مَنْ قَدْ هَوِيْتُ أَطِيْرُ | أَسِرْبَ القَطا هَلْ مَنْ يُعِيْرُ جَناحَهُ * * * لَعَلِّي إِلَى مَنْ قَدْ هَوِيْتُ أَطِيْرُ | أَسِرْبَ القَطا هَلْ مَنْ يُعِيْرُ جَناحَهُ * * * لَعَلِّي إِلَى مَنْ قَدْ هَوِيْتُ أَطِيْرُ | أَسِرْبَ القَطا هَلْ مَنْ يُعِيْرُ جَناحَهُ * * * لَعَلِّي إِلَى مَنْ قَدْ هَوِيْتُ أَطِيْرُ | أَسِرْبَ القَطا هَلْ مَنْ يُعِيْرُ جَناحَهُ * * * لَعَلِّي إِلَى مَنْ قَدْ هَوِيْتُ أَطِيْرُ | أَسِرْبَ القَطا هَلْ مَنْ يُعِيْرُ جَناحَهُ * * * لَعَلِّي إِلَى مَنْ قَدْ هَوِيْتُ أَطِيْرُ | أَسِرْبَ القَطا هَلْ مَنْ يُعِيْرُ جَناحَهُ * * * لَعَلِّي إِلَى مَنْ قَدْ هَوِيْتُ أَطِيْرُ | أَسِرْبَ القَطا هَلْ مَنْ يُعِيْرُ جَناحَهُ * * * لَعَلِّي إِلَى مَنْ قَدْ هَوِيْتُ أَطِيْرُ | أَسِرْبَ القَطا هَلْ مَنْ يُعِيْرُ جَناحَهُ * * * لَعَلِّي إِلَى مَنْ قَدْ هَوِيْتُ أَطِيْرُ |
| أَسِرْبَ القَطا هَلْ مَنْ يُعِيْرُ جَناحَهُ                                | أَسِرْبَ القَطا هَلْ مَنْ يُعِيْرُ جَناحَهُ                                | أَسِرْبَ القَطا هَلْ مَنْ يُعِيْرُ جَناحَهُ                                | أَسِرْبَ القَطا هَلْ مَنْ يُعِيْرُ جَناحَهُ                                |                                                            | لَعَلِّي إِلَى مَنْ قَدْ هَوِيْتُ أَطِيْرُ                                   | لَعَلِّي إِلَى مَنْ قَدْ هَوِيْتُ أَطِيْرُ                                   | لَعَلِّي إِلَى مَنْ قَدْ هَوِيْتُ أَطِيْرُ                                   | لَعَلِّي إِلَى مَنْ قَدْ هَوِيْتُ أَطِيْرُ                                   |
| ---------------------------------------------------------- | ---------------------------------------------------------- | ---------------------------------------------------------- | ---------------------------------------------------------- | ---------------------------------------------------------- | ---------------------------------------------------------- | ---------------------------------------------------------- | ---------------------------------------------------------- | ---------------------------------------------------------- |
| أَسِرْبَ لْ                                                     | قَطا هَلْ مَنْ                                                  | يُعِيْرُ                                                       | جَناحَهُوْ                                                     |                                                            | لَعَلْلِيْ                                                      | إِلَى مَنْ قَدْ                                                  | هَوِيْتُ                                                       | أَطِيْرُوْ                                                      |
| //0/0/                                                     | //0/0/0                                                    | //0//                                                      | //0//0                                                     |                                                            | //0/0/                                                     | //0/0/0                                                    | //0//                                                      | //0/0                                                      |
| فَعُوْلُنْ                                                      | مَفَاعِيْلُنْ                                                    | فَعُولُ                                                       | مَفَاعِلُنْ                                                     |                                                            | فَعُوْلُنْ                                                      | مَفَاعِيْلُنْ                                                    | فَعُوْلُ                                                       | مَفَاعِيْ                                                      |
| سَالِمَة                                                      | سَالِمَة                                                      | مَقْبُوضَة                                                     | مَقْبُوضَة                                                     |                                                            | سَالِمَة                                                      | سَالِمَة                                                      | مَقْبُوضَة                                                     | محذوف                                                      |

## الخلاصة
يجوز في حشو الطَّوِيْل:
1. الْكَفّ (حذف السابع الساكن) فتصبح به (مَفَاْعِيْلُنْ): (مَفَاْعِيْلُ).
2. الْقَبْض (حذف الخامس الساكن) فتصبح به (مَفَاْعِيْلُنْ): (مَفَاْعِلُنْ)، وتصبح (فَعُوْلُنْ): (فَعُوْلُ). ولا يجوز اجتماع الكف والقبض في (مَفَاْعِيْلُنْ). والْكَفّ والْقَبْض إن وقعا في جزء أو جزأين قُبِلا، فإن زادا عن ذلك لم يتقبلهما الذوق.
3. الْخَرْم (حذف أول الوتد المجموع أول التفعيلة) وذلك في تفعيلته الأولى (فَعُوْلُنْ) فإن كانت سالمة أصبحت (عُوْلُنْ) ويُسَمَّى هذا ثَلْمًا، وإن كانت مَقْبُوضَة صارت (عُوْلُ) ويُسَمَّى ثَرْمًا. أما العروض والضرب: فالْقَبْض واجب في عَرُوْضه وهو زحاف جارٍ مجرى العلة في لزومه، ويمتنع الْكَفّ في (مَفَاْعِيْلُنْ) وفي (مَفَاْعِلُنْ)، ويمتنع الْقَبْض في (فَعُوْلُنْ) إذا وقعن ضروبا تحاشيا للوقوف على حركة قصيرة.

- أما العروض والضرب:

فالْقَبْض واجب في عَرُوْضه وهو زحاف جارٍ مجرى العلة في لزومه، ويمتنع الْكَفّ في (مَفَاْعِيْلُنْ) وفي (مَفَاْعِلُنْ)، ويمتنع الْقَبْض في (فَعُوْلُنْ) إذا وقعن ضروبا تحاشيا للوقوف على حركة قصيرة.
- ملاحظة:

لا تأتي عروض الطويل سالمة (مَفَاْعِيْلُنْ) إلا عند التصريع فتكون سالمة مع التصريع ومقبوضة حيث لا تصريع.
- التصريع: هو إلحاق العروض بالضرب في زيادة أو نقصان، ولا يلتزم. وغالبا ما يكون في البيت الأول؛ وذلك ليدل على أن صاحبه مبتدئ إما قصةً أو قصيدة، والتصريع يقع في جميع البحور، ويبتدأ به في مطلع القصيدة، ولا يلتزم إلا إذا قسَّم الشاعر قصيدته إلى موضوعات وأفكار، فيجوز له عند ذلك أن يبدأ كل فكرة تحتوي على مجموعة من الأبيات ببيت مصرع شريطة أن تكون القصيدة متحدة البحر والروي.

سببه: وسببه هو مبادرة الشاعر القافية؛ ليعلم من أول وهلة أنه آخذ في كلام موزون غير منثور ولذلك وقع في أول الشعر.
- مثاله: من الزيادة قول أبي فراس الحمْداني [من البحر الطويل]:

ومن النقص قول امرئ القيس [من البحر الطويل]:

## وصلات خارجية
- http://barq2012.hooxs.com/t2631-topic